# Yves du Halgouët
Yves de Poulpiquet du Halgouët, né le 27 décembre 1910 à Paris et décédé le 29 juillet 1985 à Josselin, est un homme politique et ingénieur agronome français, député du Morbihan de 1958 à 1973.

## Biographie

### Situation personnelle
Yves du Halgouët est né en 1910 ; son père Hervé du Halgouët est conseiller général du canton de Josselin et est spécialisé dans l'histoire du Porhoët. Ingénieur agronome de formation. Il est notamment chargé d'administrer des terres agricoles à Guégon. Aristocrate terrien, il est l'époux de Colette de Charette de La Contrie, l'arrière petite-fille de Charles Athanase Marie de Charette de La Contrie.

### Parcours politique
Il devient conseiller général du canton de Josselin en 1945, poste qu'il conserve pendant 37 ans. En 1959, il est élu maire de Guégon, poste qu'il conserve pendant quatre mandats.
Yves de Poulpiquet du Halgouët est député de la quatrième circonscription du Morbihan de 1958 à 1973. Engagé sur les problématiques agricoles, membre du Centre national des indépendants et paysans, il est un soutien inconditionnel du président Charles de Gaulle. En novembre 1969, à la suite d'une action de militants des Jeunes agriculteurs, obligeant le ministre Olivier Guichard à visiter une ferme à Plessé, trois dirigeants des JA sont interpellés. Quelques jours plus tard, la permanence parlementaire de Yves du Halgouët est saccagée par des agriculteurs, qui inscrivent sur les murs de sa permanence "il faut libérer nos camarades de Loire-Atlantique".
Il est considéré par Le Monde comme "un pionnier de la politique des pays" en Bretagne, à l'occasion de la visite de Valéry Giscard d'Estaing à Ploërmel en 1974. Élu président de la commission parlementaire du CELIB en juillet 1968, il se consacre au développement économique du pays de Ploërmel, en tant que président du syndicat intercommunal du Centre-Est-Bretagne de 1967 à 1983.
Yves du Halgouët est battu aux élections législatives 1973. Le maire et conseiller général de Mauron, Henri Thébault, arrive en tête au premier tour, devant Yves du Halgouët et Loïc Bouvard, 33 voix derrière le député sortant. Alors qu'Henri Thébault reçoit le soutien de la majorité présidentielle, Yves du Halgouët, qui s'est retiré, n'appelle pas à voter pour lui, permettant la victoire de Loïc Bouvard qui l'emporte à 286 voix près, avec 50,42 % des suffrages.

## Détail des mandats et fonctions

### À l’Assemblée nationale
- Député de la quatrième circonscription du Morbihan du 9 décembre 1958 au 1er avril 1973[7].

### Mandats locaux
- Maire de Guégon du 15 mars 1959 au 19 mars 1983.
- Conseiller général du canton de Josselin du 23 septembre 1945 à 1982.
- Adjoint au maire de Guégon du 6 juin 1953 au 14 mars 1959.
- Conseiller municipal de Guégon de mars 1945 au 5 juin 1959.